# Toxicidade

Símbolo da caveira com ossos cruzados, usado para indicar substâncias tóxicas (símbolo de risco "T")

Toxicidade ou toxidez (do latim toxĭcum, por sua vez do grego τοξικόν, «veneno») é a qualidade que caracteriza o grau de qualquer substância nociva para um organismo vivo ou para uma parte específica desse organismo como um órgão, o fígado, por exemplo, como um veneno ou uma toxina produzida por um agente microbiano. Por extensão, a palavra pode referir-se metaforicamente aos efeitos perniciosos de qualquer entidade destrutiva sobre sistemas mais complexos, sociais ou naturais, como a família, a sociedade humana, um ecossistema ou a própria biosfera.
A toxicidade indica quão nociva é uma substância quando penetra no organismo, por ingestão, inalação, ou absorção cutânea. A toxicidade consiste na capacidade de uma substância química produzir um efeito nocivo quando interage com um organismo vivo. A toxicidade de uma substância depende da dose e/ou do sistema biológico de cada um. Os toxicologistas afirmam que todas as substâncias podem ser tóxicas consoante a dosagem utilizada. Até mesmo a água pura pode ser tóxica quando consumida em certas quantidades. Por isso, os toxicologistas classificam as substâncias, geralmente comparando as dosagens nocivas ou fatais à dosagem tipicamente ingerida.

## História
Os seres humanos têm uma história profundamente enraizada de não apenas estarem cientes da toxicidade, mas também de tirar proveito dela como uma ferramenta. Arqueólogos que estudam flechas de osso de cavernas da África Austral notaram a probabilidade de que alguns idosos de 72 000 a 80 000 anos tenham sido mergulhados em venenos especialmente preparados para aumentar sua letalidade. Embora as limitações da instrumentação científica dificultem a prova concreta, os arqueólogos levantam a hipótese de que a prática de fazer flechas envenenadas era difundida nas culturas já na era paleolítica. O povo San da África Austral conseguiu preservar essa prática na era moderna, com a base de conhecimento para formar misturas complexas de besouros venenosos e extratos derivados de plantas, produzindo um produto com ponta de flecha com uma vida útil além de vários meses a um ano.

## Tipos
Geralmente, existem cinco tipos de toxicidades: química, biológica, física, radioativa e comportamental.
Microrganismos e parasitas causadores de doenças são tóxicos em um sentido amplo, mas geralmente são chamados de patógenos em vez de tóxicos. A toxicidade biológica dos patógenos pode ser difícil de medir porque a dose limite pode ser um único organismo. Teoricamente, um vírus, bactéria ou verme pode se reproduzir para causar uma infecção grave. Se um hospedeiro tem um sistema imunológico intacto, a toxicidade inerente do organismo é equilibrada pela resposta do hospedeiro; A toxicidade efetiva é então uma combinação. Em alguns casos, por exemplo, toxina da cólera, a doença é causada principalmente por uma substância não viva secretada pelo organismo, e não pelo próprio organismo. Esses tóxicos biológicos não vivos são geralmente chamados de toxinas se produzidos por um microrganismo, planta ou fungo, e venenos se produzidos por um animal.
Tóxicos físicos são substâncias que, devido à sua natureza física, interferem nos processos biológicos. Exemplos incluem pó de carvão, fibras de amianto ou dióxido de silício finamente dividido, que podem ser fatais se inalados. Os produtos químicos corrosivos possuem toxicidade física porque destroem os tecidos, mas não são diretamente venenosos, a menos que interfiram diretamente na atividade biológica. A água pode atuar como um tóxico físico se tomada em doses extremamente altas, porque a concentração de íons vitais diminui drasticamente com muita água no corpo. Os gases asfixiantes podem ser considerados tóxicos físicos porque agem deslocando o oxigênio do ambiente, mas são gases inertes, não quimicamente tóxicos.
A radiação pode ter um efeito tóxico nos organismos.
A toxicidade comportamental refere-se aos efeitos indesejáveis de níveis essencialmente terapêuticos de medicação clinicamente indicados para um determinado transtorno (DiMascio, Soltys e Shader, 1970). Esses efeitos indesejáveis incluem efeitos anticolinérgicos, bloqueio alfa-adrenérgico e efeitos dopaminérgicos, entre outros.

## Medição
A toxicidade pode ser medida pelos seus efeitos no alvo (organismo, órgão, tecido ou célula). Como os indivíduos normalmente têm diferentes níveis de resposta à mesma dose de uma substância tóxica, uma medida de toxicidade em nível populacional é frequentemente usada, relacionando as probabilidades de um resultado para um determinado indivíduo em uma população. Uma dessas medidas é o LD50. Quando esses dados não existem, as estimativas são feitas por comparação com coisas tóxicas semelhantes conhecidas ou com exposições semelhantes em organismos semelhantes. Em seguida, "fatores de segurança" são adicionados para levar em conta as incertezas nos dados e nos processos de avaliação. Por exemplo, se uma dose de uma substância tóxica é segura para um rato de laboratório, pode-se supor que um décimo dessa dose seria segura para um humano, permitindo um fator de segurança de 10 para permitir diferenças entre espécies entre dois mamíferos; Se os dados forem de peixes, pode-se usar um fator de 100 para explicar a maior diferença entre duas classes de cordados (peixes e mamíferos). Da mesma forma, um fator de proteção extra pode ser usado para indivíduos considerados mais suscetíveis a efeitos tóxicos, como na gravidez ou com certas doenças. Ou, um produto químico recém-sintetizado e não estudado anteriormente que se acredita ser muito semelhante em efeito a outro composto pode receber um fator de proteção adicional de 10 para explicar possíveis diferenças nos efeitos que provavelmente são muito menores. Essa abordagem é muito aproximada, mas esses fatores de proteção são deliberadamente muito conservadores, e o método foi considerado útil em uma ampla variedade de aplicações.
Avaliar todos os aspectos da toxicidade dos agentes causadores de câncer envolve questões adicionais, uma vez que não é certo se existe uma dose eficaz mínima para carcinógenos ou se o risco é pequeno demais para ser visto. Além disso, é possível que uma única célula transformada em célula cancerosa seja suficiente para desenvolver o efeito total (a teoria do "one hit").
É mais difícil determinar a toxicidade de misturas químicas do que de um produto químico puro porque cada componente exibe sua própria toxicidade e os componentes podem interagir para produzir efeitos aprimorados ou diminuídos. As misturas comuns incluem gasolina, fumaça de cigarro e resíduos industriais. Ainda mais complexas são as situações com mais de um tipo de entidade tóxica, como a descarga de uma estação de tratamento de esgoto com defeito, com agentes químicos e biológicos.
Os testes de toxicidade pré-clínica em vários sistemas biológicos revelam os efeitos tóxicos específicos da espécie, órgão e dose de um produto experimental. A toxicidade das substâncias pode ser observada através do estudo das exposições acidentais a uma substância, b) estudos in vitro utilizando células/linhas celulares, c) exposição in vivo em animais de experiência. Os testes de toxicidade são usados principalmente para examinar eventos adversos específicos ou desfechos específicos, como câncer, cardiotoxicidade e irritação da pele/olhos. O teste de toxicidade também ajuda a calcular a dose do Nível de Efeito Adverso Não Observado (NOAEL) e é útil para estudos clínicos.

## Classificação
Para que as substâncias sejam regulamentadas e manuseadas adequadamente, elas devem ser devidamente classificadas e rotuladas. A classificação é determinada por medidas de teste ou cálculos aprovados e determinou níveis de corte estabelecidos por governos e cientistas (por exemplo, níveis sem efeitos adversos observados, valores-limite e níveis de ingestão diária toleráveis). Os pesticidas fornecem o exemplo de sistemas de classes de toxicidade e rótulos de toxicidade bem estabelecidos. Embora atualmente muitos países tenham regulamentos diferentes em relação aos tipos de testes, número de testes e níveis de corte, a implementação do Sistema Globalmente Harmonizado começou a unificar esses países.
A classificação global analisa três áreas: Riscos Físicos (explosões e pirotecnia) Riscos à Saúde e riscos ambientais.